# Jan Erazim Vocel
Jan Erazim Vocel, född den 23 augusti 1802 i Kuttenberg, död den 16 september 1871 i Prag, var en tjeckisk författare.
Vocel började sin litterära verksamhet med historiska noveller på tyska med nationella ämnen, men övergick redan i slutet av 1830-talet
till den tjeckiska poesin med diktsamlingen Elegie Bedskydskie, Mec a kalich ("Svärd och kalk") och Labyrint Slavy. Åren 1842-1850 redigerade han Musejník och skrev på tyska många monografier om västslaverna och Böhmen i nationell anda. År 1850 utnämndes han till professor i arkeologi vid Prags universitet och författade många studier av arkeologiskt, numismatiskt och konsthistoriskt värde samt på tyska Grundzüge der böhmischen Alterthumskunde (1845), Archaeologische Parallelen (1853), Miniaturen aus Böhmen (1860) med flera. Av bestående värde är hans undersökningar om Böhmens forntid, Pravëk zemë ceské, som utgör en fortsättning av Šafaříks Slavische Alterthümer. Hans tilltänkta verk om Böhmens medeltida historia förblev ofullbordat.